# Тёлпус, Райн
Райн Тёлпус (эст. Rain Tölpus; 11 декабря 1982, Вильянди) — эстонский футболист, опорный полузащитник, тренер.

## Биография
На старте взрослой карьеры играл за клубы «Доккер» (Вильянди) и «Атли» (Рапла) в низших лигах Эстонии и за «Валгу» в первой лиге. В 2000 году перешёл в «Тулевик» (Вильянди), но в начале долго не был основным игроком и много времени проводил в фарм-клубах. Дебютный матч в высшей лиге Эстонии сыграл 13 мая 2000 года против «Курессааре». Первый гол в элите забил 19 сентября 2004 года, принеся своему клубу сенсационную победу над «Флорой».
В 2005 году перешёл в «Флору», где в первом сезоне регулярно играл в стартовом составе. На следующий год играл реже и в большинстве матчей не полностью. Всего за два сезона в столичном клубе сыграл 44 матча и забил 3 гола в чемпионате страны, а также провёл 2 матча в еврокубках. Бронзовый призёр чемпионата Эстонии 2006 года, финалист Кубка Эстонии 2005/06. После ухода из «Флоры» в течение года выступал в Австралии.
В 2008 году вернулся в «Тулевик», где за полсезона провёл 17 матчей в высшей лиге. С лета 2008 года играл на любительском уровне за второй состав «Тулевика» и за таллинский «Нымме Юнайтед». С 2011 года снова играл за «Тулевик», переведённый в том сезоне в третий дивизион, а также за его резервные команды. После возвращения «Тулевика» в высший дивизион в 2015 году прекратил выступать за основную команду.
Всего в высшем дивизионе Эстонии сыграл 138 матчей и забил 5 голов.
С середины 2010-х годов входил в тренерский штаб «Тулевика» в качестве тренера третьего состава, также занимал пост исполнительного директора клуба. Имеет тренерскую лицензию «В». Кроме того, несколько лет работал тренером эстонской сборной, участвовавшей в Специальной Олимпиаде, а в 2022 году приводил её к бронзовым медалям на соревнованиях в Швеции.